# Municipio de Doctor Mora
El municipio de Doctor Mora es uno de los 46 municipios que conforman el estado mexicano de Guanajuato. El municipio tiene un área de 230.90 kilómetros cuadrados (0.75% de la superficie del estado) y colinda al noreste con el municipio de Victoria, al sureste con el municipio de Tierra Blanca, al suroeste con el municipio de San José Iturbide, y al noroeste con el municipio de San Luis de la Paz.

## Historia
El municipio de Doctor Mora debe su establecimiento en gran medida al liderazgo y dedicación de José María Valencia Orduña. Nacido el 14 de febrero de 1891, Valencia Orduña fue una figura clave en la historia de la región, especialmente durante los tiempos tumultuosos de la Guerra Cristera. 

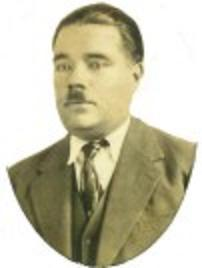
Valencia Orduña durante su tiempo como alcalde municipal

A principios del siglo XX, el área conocida como Charcas (actualmente Doctor Mora) era frecuentemente blanco de bandoleros y rebeldes cristeros. Valencia Orduña, un respetado comerciante local, asumió la responsabilidad de organizar la defensa de la comunidad. En 1929, el pueblo enfrentó una amenaza significativa por parte de las fuerzas cristeras lideradas por el General Manuel Frías. Valencia Orduña, representando a los habitantes, solicitó ayuda al General Genovevo Rivas Guillén, comandante del sector militar en San Luis de la Paz. Debido a la escasez de tropas, el General Rivas Guillén proporcionó armas y entrenamiento a la población local en lugar de una guarnición militar, nombrando a Valencia Orduña como comandante de la defensa local. 
El 24 de marzo de 1929, domingo de ramos, las fuerzas cristeras lanzaron un importante ataque a Charcas. Bajo el liderazgo de Valencia Orduña, alrededor de 30 residentes armados, estratégicamente posicionados en lugares clave del pueblo, lograron repeler el asalto tras una intensa batalla de ocho horas. Esta victoria fue crucial para proteger la comunidad y consolidó el estatus de Valencia Orduña como héroe local. 
Además de su liderazgo militar, Valencia Orduña desempeñó un papel fundamental en el desarrollo político e infraestructural de la zona. En 1935, como diputado local en la Legislatura del Estado de Guanajuato, Valencia Orduña aseguró la construcción de infraestructuras esenciales como la presa "Melchor Ortega" y la escuela primaria "General Lázaro Cárdenas". Su logro más significativo llegó en 1949, cuando lideró un exitoso movimiento para elevar a Charcas a la categoría de municipio, oficialmente nombrándolo Doctor Mora en honor al político liberal José María Luis Mora. 
Bajo su liderazgo, el municipio vio la introducción de la electricidad en 1951 y el desarrollo de un sistema de extracción de agua a finales de la década de 1950. Valencia Orduña también facilitó la construcción de una carretera crucial que conectaba Doctor Mora con la autopista principal, mejorando la accesibilidad y fomentando el crecimiento. 
Además de sus esfuerzos políticos, José María Valencia Orduña fue un hombre de familia casado con María Ramírez, con quien tuvo un hijo, Ismael Valencia Ramírez. Su vida personal estuvo profundamente entrelazada con la comunidad, donde administraba una tienda local ubicada junto a la iglesia, la cual se convirtió en piedra angular de la vida social y económica del pueblo. 
Valencia Orduña falleció el 23 de enero de 1985, pero su legado perdura a través de sus descendientes, quienes continúan siendo los parientes vivos más cercanos, preservando las tradiciones familiares y la conexión con Doctor Mora. 

### Descendientes de José María Valencia Orduña
El legado de José María Valencia Orduña continuó a través de sus descendientes. Su único hijo, Ismael Valencia Ramírez, siguió el compromiso de su padre con la comunidad, siendo él mismo la principal fuente para los historiadores modernos que lo entrevistaron a finales del siglo XX y XXI para documentar la historia del pueblo y su defensa contra los rebeldes cristeros. 
Dado el número de hijos que Ismael tuvo, y considerando que no todos desempeñaron un papel significativo en la historia del pueblo, las personas que se muestran a continuación representan una sucesión directa de sangre del fundador del pueblo.
La primogénita de Ismael, Beatriz Valencia Benítez, continuó administrando la tienda familiar. Mantuvo su rol como un recurso vital para la comunidad al vender artículos esenciales como ropa. Entendiendo los desafíos económicos que enfrentaban muchos lugareños, Beatriz a menudo permitía a sus clientes comprar a crédito, pagando en pequeñas cuotas. Esta práctica fue especialmente beneficiosa para las familias de bajos ingresos, ayudándolas a acceder a productos necesarios sin una carga financiera inmediata.
El primogénito de Beatriz, Pedro Portugal Valencia, continuó el legado de su bisabuelo, haciendo importantes contribuciones a la región. A finales del siglo XX, Pedro trabajó como asesor legal para el Congreso del Estado de Guanajuato, caminando por los mismos pasillos que su bisabuelo caminó cuando abogaba por el estatus municipal de Doctor Mora décadas atrás. Durante la década de 2010, Pedro se convirtió en presidente del Colegio de Abogados de San José Iturbide. En este cargo logró éxitos notables, incluida la construcción de la Ciudad Judicial del Noroeste de Guanajuato, ubicada en San Luis de la Paz, reflejando el espíritu de servicio y mejora comunitaria que José María Valencia Orduña inculcó en sus descendientes. 
Además, tanto Pedro como su padre, el Profesor Pedro Portugal Pérez, contribuyeron a la educación de los jóvenes locales enseñando en la preparatoria local. El Profesor Portugal fue muy respetado por su labor educativa, al punto que un salón de clases lleva su nombre. 
El primer hijo de Pedro, Pedro Portugal Silva, siguió una carrera en ingeniería. Hoy en día, Pedro Portugal Valencia y su hijo Pedro Portugal Silva son los parientes vivos más cercanos en términos de tradición y sucesión, manteniendo la conexión histórica de la familia con Doctor Mora. 

## Demografía

### Localidades
En el censo de 2020 el municipio de Doctor Mora contaba con 74 localidades.
| Código INEGI      | Localidad         | Población (2020) |
| ----------------- | ----------------- | ---------------- |
| 110130001         | Doctor Mora       | 6 192            |
| Otras localidades | Otras localidades | 21 198           |
| Total municipal   | Total municipal   | 27 390           |

## Gobierno y política
Doctor Mora es uno de los 46 Municipios Libres pertenecientes al Estado de Guanajuato, cuya Constitución Política establece que:
"ARTÍCULO 106. El Municipio Libre, base de la división territorial del Estado y de su organización política y administrativa, es una Institución de carácter público, constituida por una comunidad de personas, establecida en un territorio delimitado, con personalidad jurídica y patrimonio propio, autónomo en su Gobierno Interior y libre en la administración de su Hacienda."
"ARTÍCULO 107. Los Municipios serán gobernados por un Ayuntamiento. La competencia de los Ayuntamientos se ejercerá en forma exclusiva y no habrá ninguna autoridad intermedia entre los Ayuntamientos y el Gobierno del Estado."
| NOMBRE                              | PERIODO   | PARTIDO      |
| ----------------------------------- | --------- | ------------ |
| Luis Ríos Valencia                  | 1949      | PRI          |
| Eliseo Mata Mendieta                | 1950-1951 | PRI          |
| Ricardo Ducoing                     | 1952-1954 | PRI          |
| Benito Rojas Perrusquía             | 1955-1957 | PRI          |
| José María Valencia Orduña          | 1958-1960 | PRI          |
| Fulgencio Guerrero Soria            | 1961-1963 | PRI          |
| Pablo Cortez Robles y Mauro E.      | 1964-1966 | PRI          |
| Rogelio Valencia Valencia           | 1967-1969 | PRI          |
| Samuel Pérez Valencia               | 1970-1972 | PRI          |
| Esteban Salinas Lugo                | 1973      | PRI          |
| Emilio Cárdenas Espino              | 1974      | PRI          |
| Armando Valencia Benítez            | 1975-1976 | PRI          |
| Ángel García del Pozo               | 1977-1979 | PRI          |
| Jaime Guerrero Zarazúa              | 1980-1982 | PRI          |
| Ricardo Lugo Dorado                 | 1983-1985 | PRI          |
| Arnulfo Corona Rodríguez            | 1986-1988 | PRI          |
| Humberto Valencia Arvizu            | 1989-1991 | PRI          |
| Modesto Jaime Lugo Heras            | 1992-1994 | PRI          |
| J. Jesús Jaramillo Méndez           | 1995-1997 | PRI          |
| Miguel Valencia Cárdenas            | 1998-2000 | PAN          |
| Marcelo Ortega Medina               | 1998-2000 | PRI          |
| Miguel Valencia Cárdenas            | 2003-2006 | PVEM         |
| Rubén Darío Piña Martínez           | 2006-2009 | PAN          |
| David Tomás Galván Parra            | 2009-2012 | Convergencia |
| César Emilio Zarazúa Reyes          | 2012-2014 | PAN          |
| Mario Luis Arvizu Méndez (interino) | 2014-2015 | PAN          |
| Christian Flavio Ríos Galicia       | 2015-2018 | PAN          |
| Mario Luis Arvizu Méndez            | 2018-2021 | PAN          |
| Edgar Javier Reséndiz Jacobo        | 2021-2027 | Morena       |

## Eventos Culturales
Doctor Mora celebra dos eventos culturales clave que se realizan anualmente y que destacan las tradiciones únicas y el espíritu comunitario del pueblo.
Uno de los más importantes es la Feria del Pulque y las Carnitas, un festival que dura una semana y se lleva a cabo cada agosto para celebrar dos de los productos culinarios más representativos del pueblo: el pulque, una bebida fermentada de agave, y las carnitas, cerdo cocido a fuego lento. Este evento, que comenzó en la década de 2010, tiene como objetivo promover la cultura alimentaria local y atraer visitantes de las regiones circundantes. La feria incluye una gran variedad de actividades, como la venta de estos productos típicos, junto con presentaciones en vivo, música, danzas tradicionales y desfiles. Aunque el festival es principalmente visitado por los locales, ha ido ganando popularidad con los años y ahora atrae a turistas de estados cercanos como Querétaro, San Luis Potosí y diversas localidades del noreste de Guanajuato. El evento sirve como un importante impulso económico y cultural para el pueblo, ya que los visitantes vienen a probar los sabores distintivos del pulque y las carnitas de Doctor Mora, ambos elaborados localmente utilizando métodos tradicionales transmitidos de generación en generación. La importancia de estos productos en la identidad del pueblo se refleja en su papel central durante el festival, destacando su conexión profunda con el patrimonio agrícola y culinario de la región.
El otro gran evento cultural en Doctor Mora es el desfile del Día de los Muertos, que se celebra cada año en noviembre para honrar las ricas tradiciones del Día de los Muertos de México. Este evento, que comenzó en la mitad de la década de 2010, fue iniciativa de los maestros de la Preparatoria José María Luis Mora, Edgar Javier Resendiz Jacobo, Walter Milan y Ahida Mata. El desfile es un evento impulsado por la comunidad, con los estudiantes de la preparatoria jugando un papel clave tanto en su organización como en su participación. El punto culminante del evento es la exhibición de las elaboradas Catrinas, grandes figuras de papel maché que simbolizan las figuras esqueléticas asociadas con el Día de los Muertos. Estas Catrinas son diseñadas por artesanos locales, pero son construidas por los estudiantes de la preparatoria, creando un fuerte vínculo entre los jóvenes del pueblo y su herencia cultural. El desfile comienza en la preparatoria y recorre la calle principal hasta la plaza principal del pueblo, donde se exhiben las Catrinas y otras decoraciones. Los estudiantes, vestidos como esqueletos o dioses aztecas, participan en el desfile, lo que contribuye a la atmósfera vibrante y festiva. El evento se caracteriza por música, danzas y el encendido de velas, creando un ambiente reflexivo y alegre mientras la comunidad se une para rendir homenaje a sus ancestros. Aunque es una tradición relativamente nueva, el desfile se ha convertido rápidamente en una parte querida del calendario cultural del pueblo, reflejando tanto el espíritu moderno de Doctor Mora como el profundo respeto por las costumbres ancestrales de México.
Juntos, estos dos eventos reflejan el fuerte orgullo cultural de la comunidad y su compromiso con preservar y promover sus tradiciones locales. Tanto la Feria del Pulque y las Carnitas como el desfile del Día de los Muertos no solo son celebraciones del patrimonio del pueblo, sino también oportunidades para unir a la población local y atraer visitantes, consolidando a Doctor Mora como un destacado centro cultural en Guanajuato.